# Mario Borsa
Mario Borsa (Regina Fittarezza, 23 marzo 1870 – Milano, 6 ottobre 1952) è stato un giornalista italiano, redattore capo con funzioni direttoriali del Secolo dal 1911 al 1918; direttore del Corriere della Sera tra il 1945 e il 1946.

## Biografia
Appartenente ad una famiglia di piccoli proprietari terrieri della Bassa Lodigiana (precisamente tra Somaglia e Guardamiglio), studia al Liceo «Manzoni» di Milano. Ha le prime esperienze nel giornalismo. Si iscrive alla Facoltà di Lettere dell'Università di Milano, dove si laurea nel 1893. Successivamente entra come critico teatrale nel quotidiano liberale moderato La Perseveranza. Borsa curò la critica teatrale fino a tutto il 1897. Ma già a partire dal 1896 il direttore Landriani gli chiese di realizzare anche dei servizi come inviato all'estero. All'inizio del 1896 Borsa fu in Montenegro per il fidanzamento dell'erede al trono, il futuro Vittorio Emanuele III, con la principessa Elena. Gli articoli piacquero ai lettori; Borsa fu invitato a rimanere. Inviò altri servizi dalla Bosnia e dall'Erzegovina, pieni di informazioni e anche di notizie curiose. L'anno successivo andò in Scandinavia. Anche questo secondo viaggio ebbe un prolungamento: Borsa si fermò a Kristiania (l'odierna Oslo) e poi a Copenaghen. Gli articoli inviati mostrarono le sue grandi capacità di scrittore e di commentatore. Borsa ricevette due importanti proposte di assunzione: una dal Corriere della Sera e una dal Secolo. Scelse quest'ultima, non solo perché Il Secolo era all'epoca il primo quotidiano italiano, ma per il fatto che la linea del Secolo era quella che corrispondeva maggiormente alle sue idee. Per quanto riguarda il trattamento economico, Sonzogno diede a Borsa quello che gli aveva offerto il giornale concorrente.
Pochi mesi dopo il suo arrivo a Londra, si svolsero i moti di Milano (6-9 maggio 1898). Il Secolo, accusato di cospirazione, dovette sospendere le pubblicazioni fino a nuovo ordine del governo. Per il fatto di trovarsi all'estero, Borsa sfuggì alla repressione messa in opera dalle autorità. Però, non potendo lavorare per diversi mesi, rischiò di rimanere senza mezzi. 

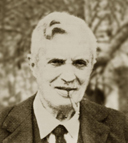
Mario Borsa.

Nel gennaio 1899 firmò il suo primo editoriale. Vivendo nella capitale britannica, Borsa cominciò a prendere coscienza di cos'è una democrazia liberale. Gli anni londinesi furono importanti per la sua maturazione intellettuale. Innanzitutto poté apprezzare il liberalismo, così distante dalla sua concezione, che prevedeva invece il primato del proletariato industriale sulla borghesia. Il liberalismo inglese, comunque, era diverso dalla concezione che ne aveva Borsa prima di arrivare a Londra. Borsa pensava che il liberalismo si opponesse nettamente al socialismo. Invece in Inghilterra l'intervento dello Stato era ammesso e – in alcuni casi – era considerato anche benefico. La seconda lezione che Borsa apprese dal suo soggiorno londinese fu una profonda fiducia per le istituzioni democratiche: il civile dibattito tra cittadini e istituzioni, il confronto aperto, portano sempre al raggiungimento della soluzione migliore.
Nel 1901 Borsa si sposò a Londra con un'italiana, Elide Strazza. Alla loro prima figlia diedero il nome Itala. In pochi anni Borsa diventò una delle firme di punta del giornale. Dal 1905 un suo articolo venne pubblicato due volte al mese in prima pagina, di spalla all'articolo di fondo. Nel 1907 Il Secolo avviò una collaborazione esclusiva con il quotidiano radicale inglese Daily News per avere notizie di prima mano dall'estero. Borsa iniziò a lavorare nel quotidiano come redattore; scrisse articoli sull'Italia e sulla questione balcanica.
Nel 1906 Borsa fu scelto dal Secolo come inviato alla Conferenza di Algeciras. L'esperienza londinese fu descritta in un famoso saggio: Il giornalismo inglese (1910).
Nell'ottobre 1910 Borsa rientrò in Italia. Assunse l'incarico di caporedattore con funzioni direttoriali, affiancando il direttore Edoardo Pantano. Valorizzò la Terza pagina del giornale chiamando a collaborare personaggi come Luigi Capuana, Giovanni Bertacchi e Trilussa.
Durante la prima guerra mondiale venne mandato al fronte come inviato di guerra; oltre che per il Secolo, scrisse anche per giornali inglesi e americani. Al termine del conflitto, Borsa tornò a Milano a rivestire il ruolo di inviato speciale. Dal 1919 fu corrispondente da Milano per il prestigioso quotidiano londinese The Times (la collaborazione si protrasse per vent'anni).
Nel 1922 Borsa festeggiò i 25 anni di lavoro al Secolo. Quell'anno Benito Mussolini prese il potere. All'ascesa del fascismo, Borsa si schierò immediatamente contro il movimento. Ma nel luglio 1923 il suo quotidiano venne fascistizzato, con l'insediamento di un nuovo direttore vicino al regime. Borsa lasciò immediatamente Il Secolo. Continuò ad essere presente nel mondo giornalistico italiano come membro dell'Associazione Lombarda dei Giornalisti. Redasse l'ordine del giorno del Congresso Nazionale dell'associazione nel 1924. Firmò il «Manifesto degli intellettuali antifascisti», pubblicato il 1º maggio 1925 sul quotidiano romano Il Mondo.
Nel 1925 Borsa venne chiamato da Luigi Albertini al Corriere della Sera, uno dei pochi quotidiani ancora indipendenti. Scrisse editoriali di politica estera, ma nel novembre dello stesso anno Albertini fu estromesso ed anche il grande quotidiano milanese venne "normalizzato".
Borsa fu cancellato dagli organi professionali, insieme ad altri centoventi colleghi. Escluso dai giornali, scrisse il saggio Libertà di stampa (1925), un'opera in cui espose la sua concezione di libertà di stampa e di libertà di manifestazione del pensiero. Dal 1927 ogni suo movimento venne controllato dalla polizia politica (OVRA).
Per anni non fu trovata una prova contro di lui. Solo nel 1935 venne arrestato per la prima volta, con l'accusa di disfattismo. Condotto in carcere il 12 gennaio, vi rimase un solo giorno. L'intervento dell'ambasciata inglese consentì la sua immediata scarcerazione nell'indomani. Dal novembre 1936 però non gli fu più consentito di recarsi all'estero.
Il 10 giugno 1940 l'Italia entrò in guerra contro Francia e Gran Bretagna. Il 19 luglio Borsa fu arrestato. Venne trasferito nel carcere di Como, poi fu internato nel campo di concentramento di Istonio Marina, presso Vasto, in Abruzzo. Grazie all'interessamento della famiglia, fu liberato il 5 settembre, rimanendo comunque sottoposto a sorveglianza.
Dopo la caduta di Mussolini, Borsa tornò a scrivere sul Corriere della Sera fino all'8 settembre 1943.
Quell'anno venne ripubblicato il suo saggio sulla libertà di stampa. Borsa ebbe a scrivere:
(La libertà di stampa, II edizione, 1943)
Durante la Resistenza si schierò con il Partito d'Azione.
Dopo la Liberazione venne scelto come nuovo direttore del Corriere dal maggiore Michael Noble, responsabile del Comando alleato per le pubblicazioni nel Nord Italia. 
Mario Borsa assunse la direzione nel maggio 1945.
Nel 1946, quando la famiglia Crespi rientrò in possesso della testata, emerse l'incompatibilità tra la proprietà e la direzione. Borsa lasciò l'incarico nell'agosto di quell'anno. Successivamente pubblicò i suoi editoriali sulle colonne de La Stampa.
Ritiratosi nella sua casa di via Caronti a Milano (e in estate a Barzio, paese della Valsassina nei pressi di Lecco), continuò il suo lavoro di giornalista e scrittore.
Ha avuto tre figli, Itala (1902-2000), Guido (1905-1987) e Giorgio (1912-2002). Giorgio Borsa è stato uno dei maggiori orientalisti italiani.

## Pubblicazioni
- Dal Montenegro. Lettere, Bergamo, Istituto italiano d'arti grafiche, 1896
- Verso il sole di mezzanotte. Note scandinave, Milano, Fratelli Treves, 1899
- Il teatro inglese contemporaneo, Milano, Treves, 1906
- Il giornalismo inglese, Milano, Treves, 1910
- Italia e Inghilterra, Milano, Società editoriale italiana, 1916
- Sui campi di battaglia inglesi e in mezzo alla grande flotta. Note e impressioni, Milano, Società editoriale italiana, 1916
- L'ora dell'Inghilterra, Stucchi, Ceretti & C., 1917
- Vita inglese della vigilia. Costumi, profili, episodi, Milano, Società Editoriale Italiana,  1917
- Cenni sul movimento all'estero, Milano, Bertieri Vanzetti, 1918
- La Vittoria e il mare, Milano, Istituto Italo Britannico, 1919
- La caccia nel milanese dalle origini ai giorni nostri, Milano, Hoepli, s.d. (anni venti)
- La cascina sul Po. Storia semplice, Milano, Libreria editrice milanese, s.d. (anni venti)
- Il laborismo, Milano, Modernissima, 1924 (ripubblicato nel 1945)
- MacDonald, Roma, A, F, Formiggini, 1924 (dedicato a Ramsay MacDonald)
- Il castello dei giornalisti. E altre storie vissute, Milano, Treves, 1925
- La libertà di stampa, Milano, Corbaccio, 1925 (ripubblicato nel 1945 da Dall'Oglio)
- Londra, Milano, G, Agnelli, 1929 (2ª ed. 1939)
- Intorno al ceppo. Novelle di Natale dei migliori autori italiani e stranieri, Milano, Vallardi, 1930
- La tragica impresa di Sir Roger Casement, Milano, A, Mondadori, 1932 (dedicato a Roger Casement)
- Maria Stuarda, 1542-1587, Milano, A, Mondadori, 1934
- La fine di Carlo I, 1625-1649, Milano, A, Mondadori, 1936
- Giovanni Bertacchi negli anni della sua giovinezza, Varese, 1943
- La colonizzazione del nuovo mondo, Milano, Vallardi, 1944
- Memorie di un redivivo, Milano-Roma, Rizzoli, 1945
- Carlo Cattaneo, Milano, Garzanti, 1945
- Gli inglesi e noi, Milano, Fasani, 1945
- Il matto. Romanzo, Milano, Baldini & Castoldi, 1945
- L'ora che volge, Milano, Domus, 1946
- Shakespeare, Milano, Genio, 1947
- Goethe, Milano, Genio, 1948
- Aria di bosco. Ciance di un cacciatore, Milano, Baldini e Castoldi, 1948
- Un Manzoni alla buona, Milano, Vallardi, 1951